# زمین‌لرزه ۱۹۹۵ چیاپاس
زمین‌لرزه چیاپاس  در تاریخ ۲۱ اکتبر ۱۹۹۵ میلادی، برابر با ‎۲۹ مهر ۱۳۷۴، ساعت ۲:۳۸:۵۷ به زمان یوتی‌سی در مکزیک ، منطقه چیاپاس رخ داد. ژرفای این زلزله ۱۶۱٫۷ کیلومتر بود، و بزرگی آن ۷٫۲ در مقیاس Mw اعلام شده‌است. زمین‌لرزه به وقت محلی در روز جمعه، ساعت ۲۰ روی داده و منطقه زمانی آن یوتی‌سی -۶ بوده‌است (با لحاظ تغییر ساعت تابستانی).
سازمان زمین‌شناسی آمریکا نیز رومرکز این زمین‌لرزه را در مختصات ۱۶°۵۰′۲۴″شمالی ۹۳°۲۸′۰۸″غربی / ۱۶٫۸۴°شمالی ۹۳٫۴۶۹°غربی و ژرفای آنرا در ۱۵۹ کیلومتر گزارش کرده‌است. بزرگی برگزیدهٔ این سازمان از میان بزرگیهای محاسبه‌شدهٔ مختلف ۷٫۲ در مقیاس Mw بوده و از دید اثر، در میان چهار دسته‌بندی «نامحسوس»، «محسوس»، «زیان‌آور» یا «با تلفات»، زلزله را «زیان‌آور» اعلام کرده‌است.
پروژهٔ «تنسور گشتاور مرکزوار» زاویه‌های (راستا، شیب، ریک) گسل سازندهٔ زمین‌لرزه و صفحه عمود بر آنرا (°۲۲۳، °۱۴، °۰) یا (°۳۱۳، °۹۰، °۱۰۴-) و نوع گسل را «امتدادلغز» فرارسانده‌است.